# Euchirograpsus tuerkayi
Euchirograpsus tuerkayi is een krabbensoort uit de familie van de Plagusiidae. De wetenschappelijke naam van de soort is voor het eerst geldig gepubliceerd in 2001 door Crosnier.